# نینتندو سوئیچ آنلاین
نینتندو سوئیچ آنلاین (به انگلیسی: Nintendo Switch Online) (NSO) یک سرویس حق اشتراک آنلاین برای کنسول نینتندو سوئیچ است. این سرویس نسل سوم سرویس آنلاین نینتندو پس از نینتندو وای-فای کانکشن و شبکه نینتندو است.